# Fremantle Football Club

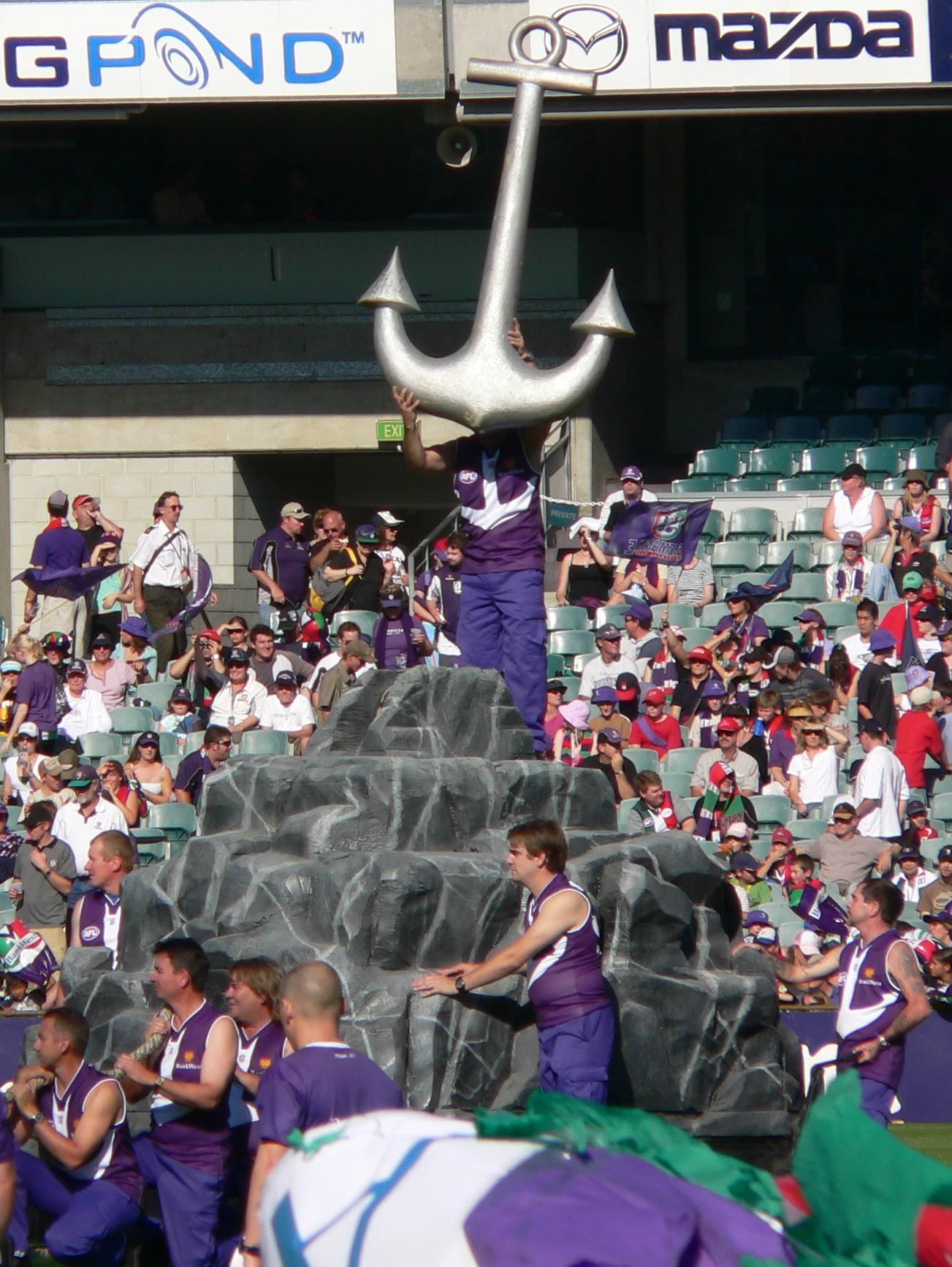
Horgonyemelési ceremónia Fremantle-meccs előtt 2005-ben.

A Fremantle Football Club vagy népszerű becenevükön The Dockers ("a Dokkmunkások)  ausztrál futball (ausztrál szabályú futball) klub Ausztráliában az első ligás bajnokságban, az Ausztrál Futball Ligában (Australian Football League, AFL).
Az AFL szereplői közt fiatal, 1994-ben alapított klub, a nyugat-ausztráliai Fremantle kikötővárosban, amely a Hattyú-folyó torkolatában fekszik. 1995-ben nyert felvételt az AFL-be, Nyugat-Ausztráliából a második csapatként, Fremantle gazdag ausztrálfutball-hagyományának elismeréseként. A csapat még nem nyert bajnokságot és nem került be nagydöntőbe, szurkolói azonban kitartóak: egyike a legnagyobb számú felnőtt szurkolótaggal rendelkező kluboknak.
A 2010-es szezonban az AFL 16 csapata közül a Fremantle a hatodik helyen végzett.
A Fremantle csapatkapitánya a 2007-es AFL szezon kezdete óta Matthew Pavlich. Neves játékosai között van a liga legmagasabb játékosa, Aaron Sandilands, a korábbi csapatkapitány Peter Bell, valamint Clive Waterhouse, Shaun McManus, Paul Hasleby, Rhys Palmer, Luke McPharlin és Jeff Farmer. A Fremantle edzője Mark Harvey, mióta a 2007-es szezon közepén a korábbi edző Chris Connolly lemondott.